# 漢賽爾與葛麗特 (弗羅茨瓦夫)
漢賽爾與葛麗特（波蘭語：Jaś i Małgosia）分別是位於波蘭弗罗茨瓦夫的兩幢中世紀建築，位於中央集市廣場的角落。原為因兩建築相連的模樣使人聯想到童話《糖果屋》中，漢賽爾與葛麗特牽著手的模樣而得的暱稱，但現今已成為正式名稱。建築位於聖伊撒伯爾聖殿外圍，當初是為了教堂的基層神職人員居住而興建，中央的拱門先前則為墓園的大門。